# Aiolfi (cognome)
Aiolfi è un cognome di lingua italiana.

## Varianti
Aghina, Aghini, Aghinolfi, Agilulfi, Ajolfi, Aluffi, Anghinolfi, Anolfi, Ghinolfi.

## Origine e diffusione
Cognome tipicamente centro-settentrionale, è presente prevalentemente in Lombardia e Toscana.
Potrebbe derivare dal prenome Aghinolfo. Presenta affinità con i cognomi Adinolfi, Ghini e Lupo.
La variante Aluffi è piemontese; Ghinolfi è emiliano e romagnolo.

## Persone
- Gianni Aiolfi – ex rugbista a 15 italiano